# Gülden (Zernien)
Gülden ist ein Ortsteil der Gemeinde Zernien in der Samtgemeinde Elbtalaue, die zum niedersächsischen Landkreis Lüchow-Dannenberg gehört. Das Dorf liegt 1,5 km südlich vom Kernbereich von Zernien.

## Geschichte
Die erste urkundliche Erwähnung des Ortes findet sich für das Jahr 1360 im Lüneburger Lehnsregister unter dem Namen Gulde, bzw. Goldin. Der Ortsname entstammt dem slawischen Begriff gola, das für Heide steht.
Am 1. Juli 1972 wurde Gülden in die Gemeinde Zernien eingegliedert.

## Religion

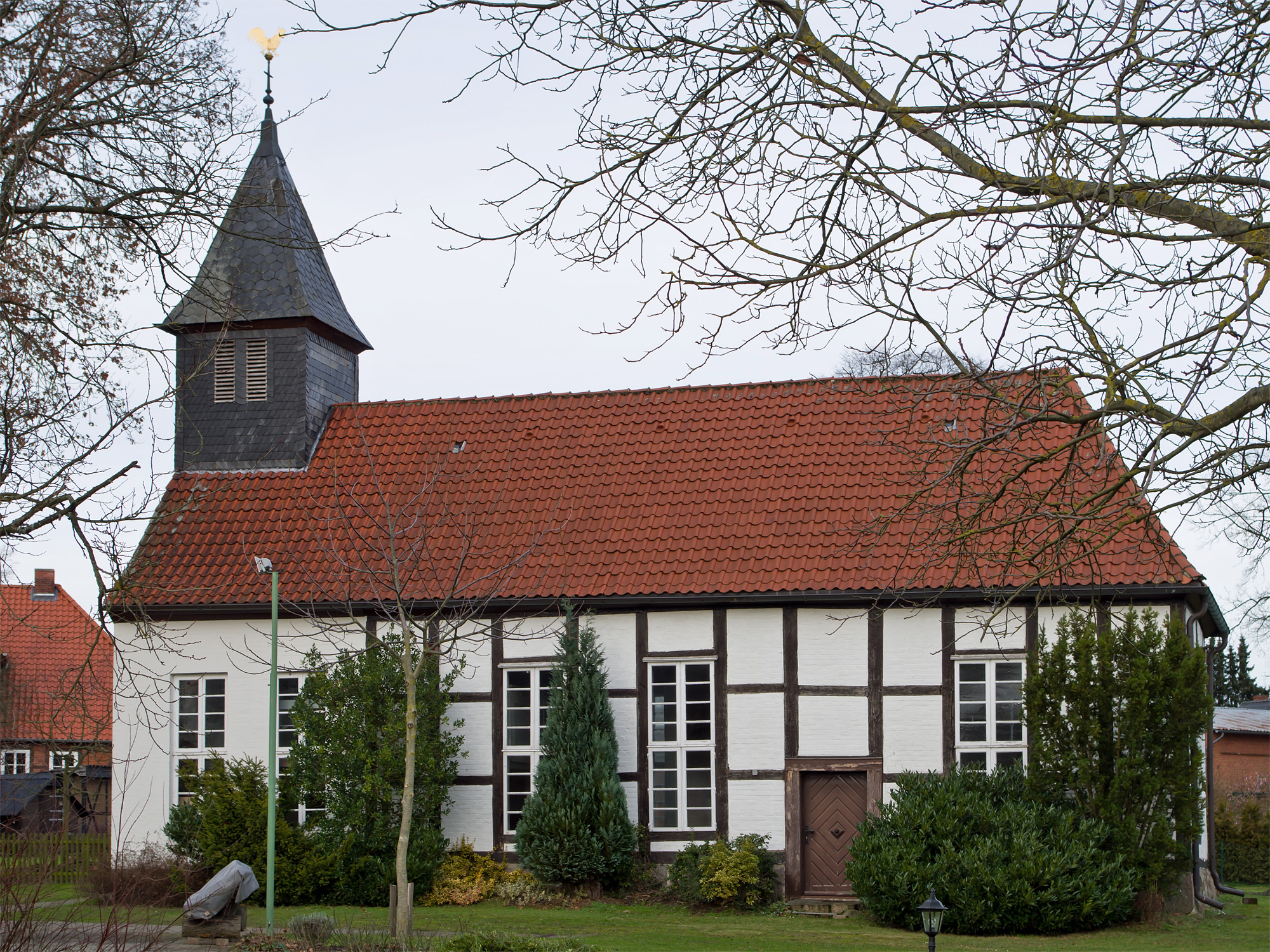
Kirche in Gülden

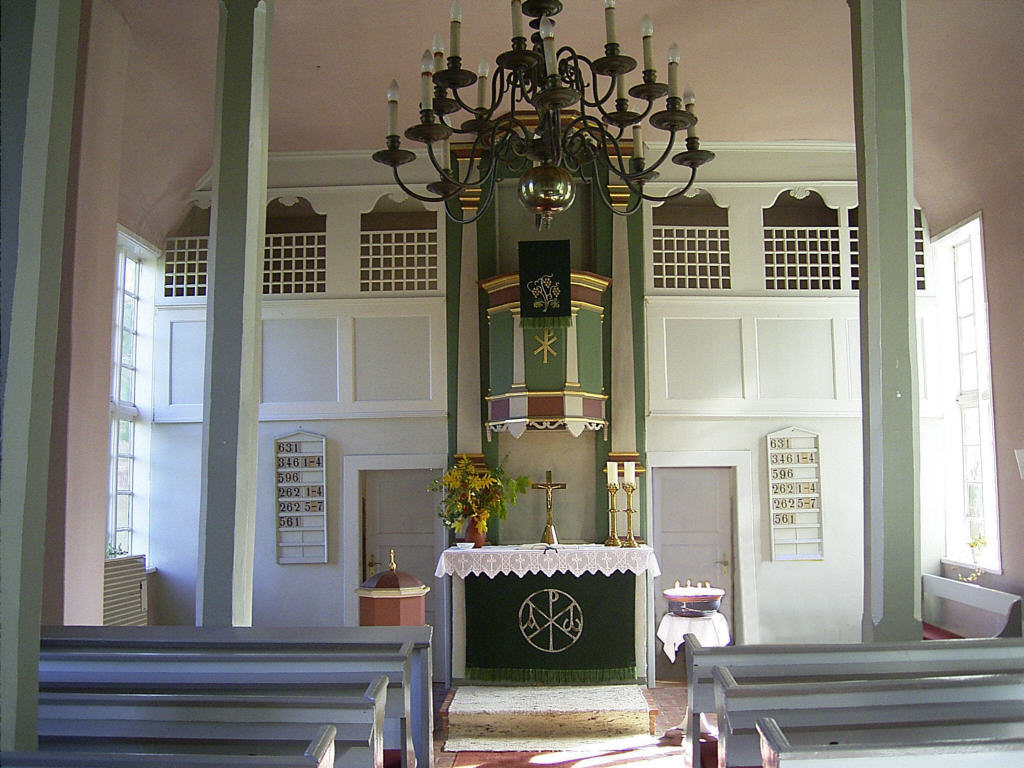
Innenansicht der Kirche Gülden

Die evangelisch-lutherische Kirche in Gülden gehört zur Kirchengemeinde Zernien.
Der kleine rechteckige Fachwerkbau stammt aus dem Jahr 1786/87. Über dem massiv erweiterten Westteil befindet sich ein Dachreiter. Aus der Erbauungszeit stammt die schlichte bäuerliche Ausstattung mit Kanzelaltar.

## Persönlichkeiten
- Rolf Seelmann-Eggebert (* 1937 in Berlin), Journalist und Adelsexperte, lebt in Gülden[4]